# Colombe rousse
Columbina talpacoti
Espèce
Statut de conservation UICN

 LC  : Préoccupation mineure
La Colombe rousse (Columbina talpacoti) est une espèce de petits oiseaux de la famille des Columbidae.

## Répartition
Cet oiseau vit du Mexique au sud de Pérou (Guatemala, Belize, Honduras, Salvador, Nicaragua, Costa Rica, Panama...), au Brésil et au Paraguay et dans le nord de l'Argentine et de la Trinité et Tobago. Quelques individus gagnent parfois le sud-ouest des États-Unis, du sud du Texas au sud de la Californie, principalement au cours de l'hiver.

## Habitat
La Colombe rousse est très commune dans les zones de broussailles et d'autres paysages ouverts, y compris les zones de culture, jusque 1 200 m d'altitude.

## Nidification
Elle construit une solide nid de branches en forme de coupe et y dépose deux œufs blancs. L'incubation est 12 à 13 jours avec 12 à 14 jours supplémentaires pour acquérir les plumes. Il peut y avoir une deuxième ou une troisième couvée.

## Comportement
Son vol est rapide et direct, avec les battements réguliers et occasionnellement des puissants et rapides battements d'ailes qui sont caractéristiques des pigeons en général.

## Alimentation
Cet oiseau consomme des graines et des petits fruits.

## Description
La Colombe rousse est un pigeon à queue courte, long de 16,5 à 17 cm avec une masse moyenne d'environ 47 g. Les mâles adultes ont la tête et le cou gris pâle, et de riches dessus roux, avec des taches noires sur les ailes. Le dessous est beige, la queue est d'un noir tranchant, et le dessous des ailes est cannelle et noir. La femelle est gris-brun, plutôt que rousse et a moins de contraste entre la tête et le corps que le mâle.

## Sous-espèces
D'après la classification de référence (version 11.1, 2021) du Congrès ornithologique international, cette espèce est constituée des quatre sous-espèces suivantes (ordre phylogénique) :
- Columbina talpacoti eluta, (Bangs, 1901) ;
- Columbina talpacoti rufipennis, (Bonaparte, 1855) ;
- Columbina talpacoti caucae, (Chapman, 1915) ;
- Columbina talpacoti talpacoti, (Temminck, 1810).

## Galerie

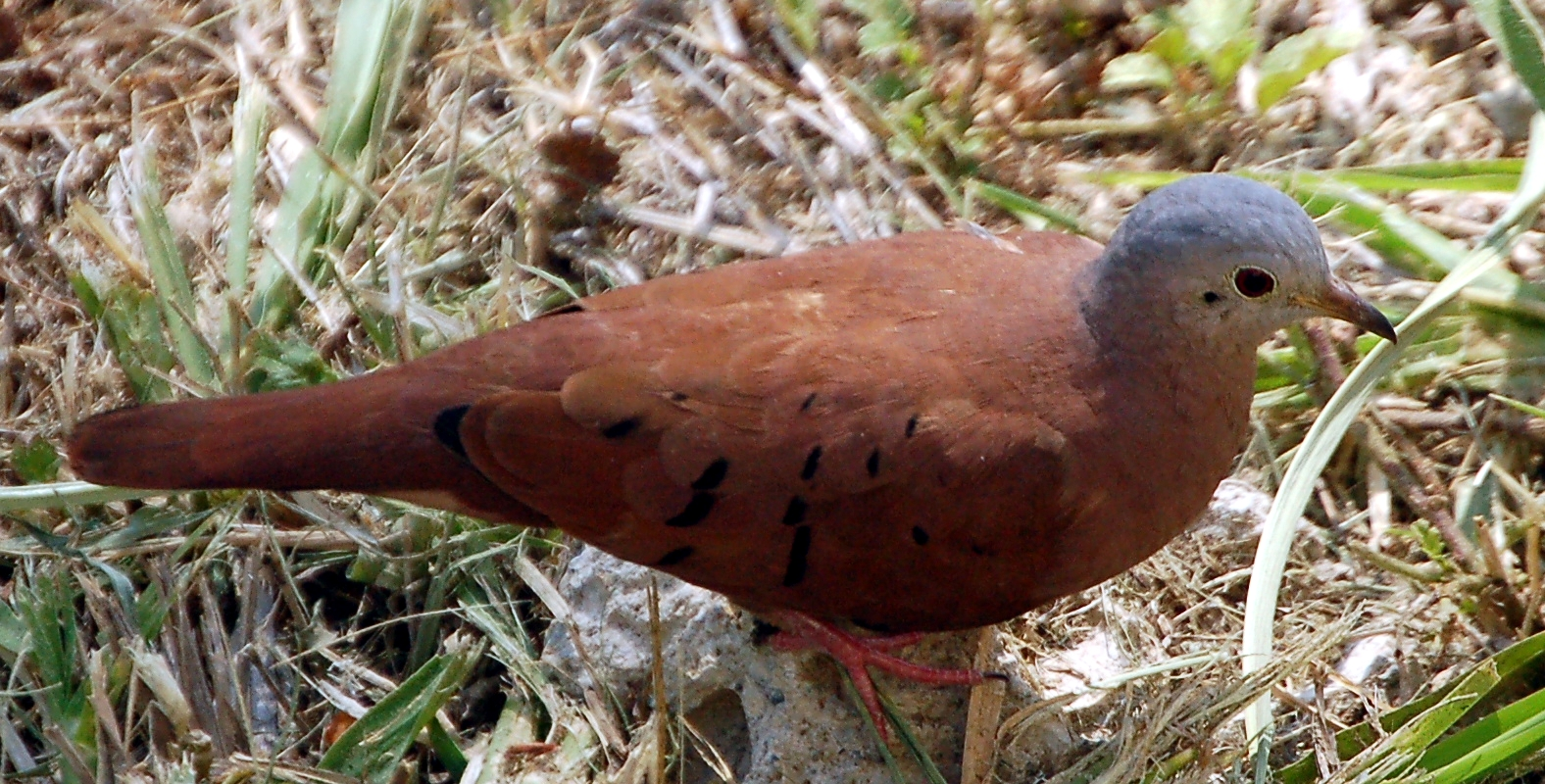
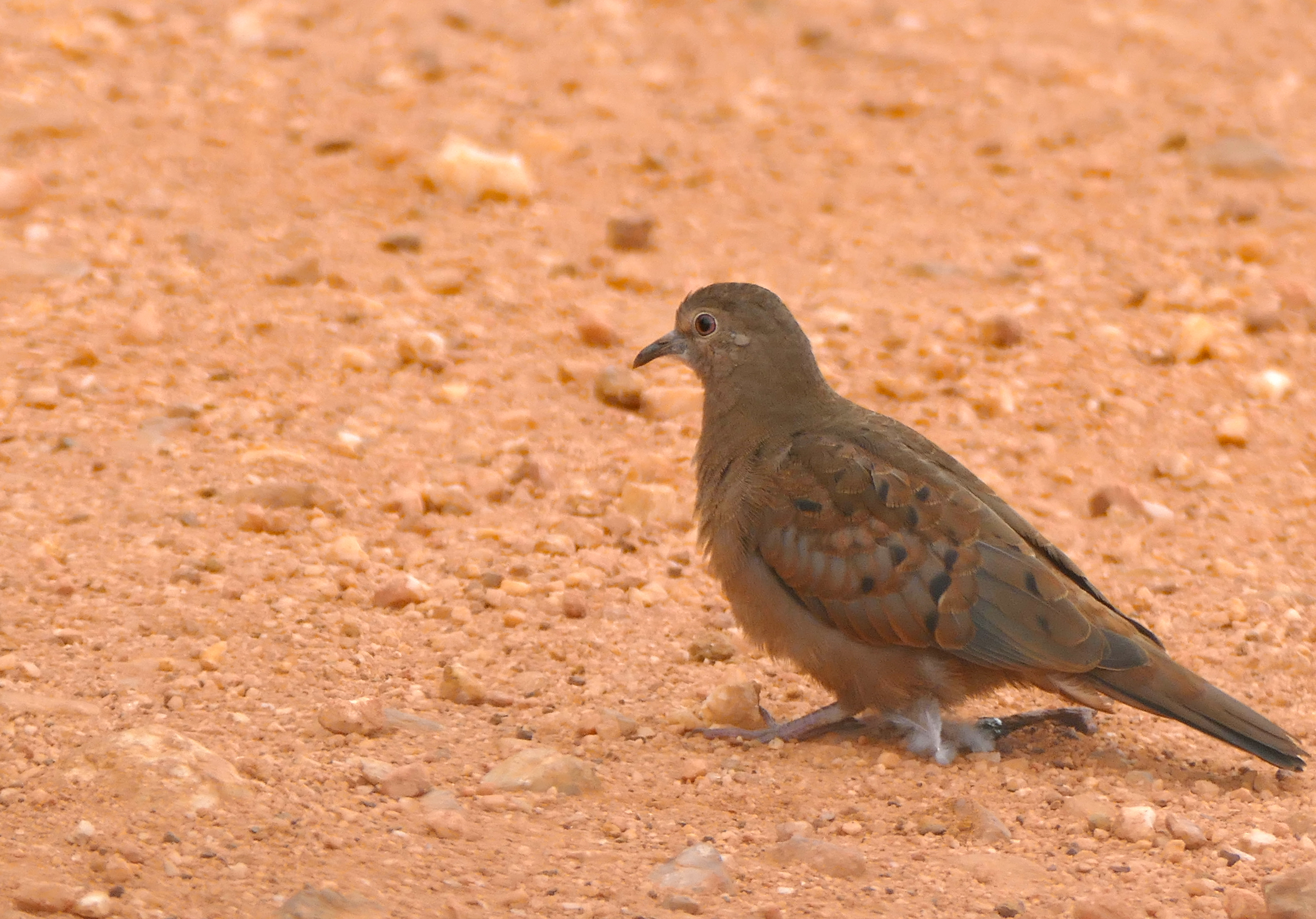
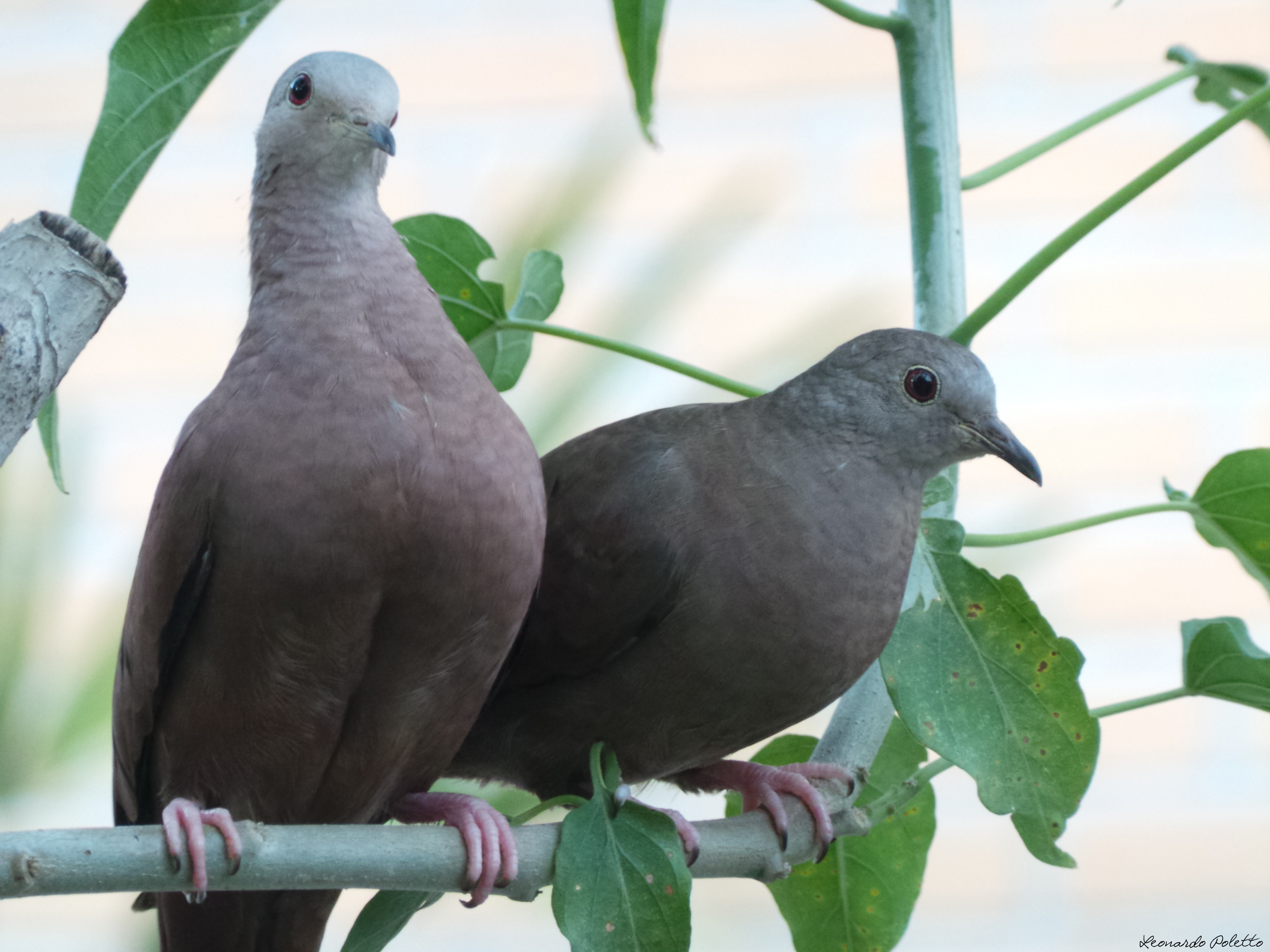
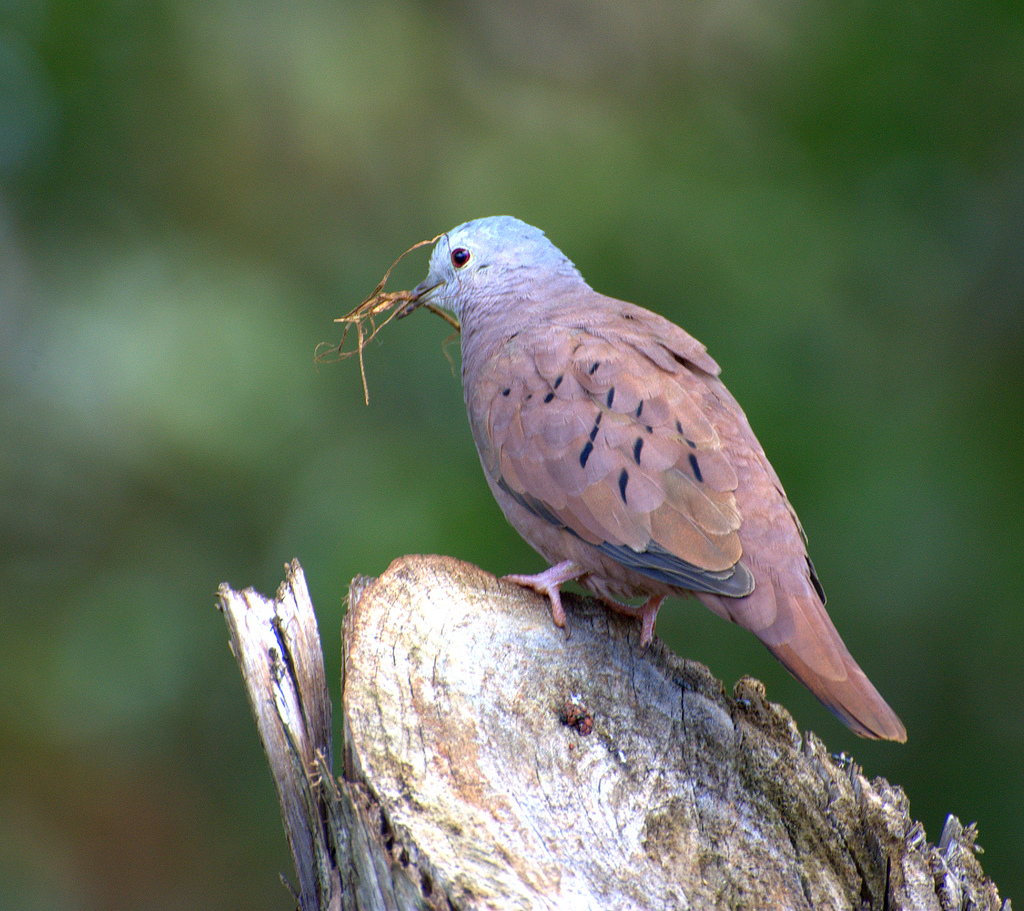
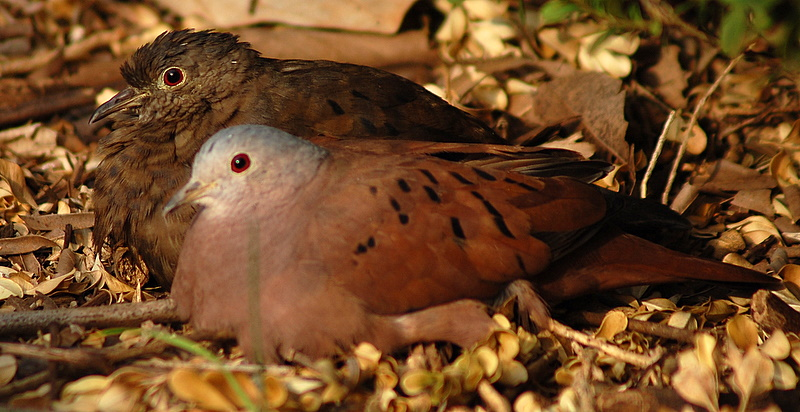